# Руководство РАН
Руково́дство РАН — органы управления Российской академии наук (РАН). На уровне академии в целом ими являются Общее собрание и Президиум РАН, а на уровне каждого отраслевого отделения — Общее собрание данного отделения, руководители его секций и академик-секретарь. Президиуму РАН отводится роль постоянно действующей структуры, обеспечивающей коллегиальное управление академией.
Нынешний состав Президиума РАН сформирован на Общем собрании Российской академии наук 19—23 сентября 2022 года. 20 сентября 2022 прошли выборы президента РАН: новым главой академии стал Геннадий Яковлевич Красников — учёный, работающий на стыке физики и электроники.

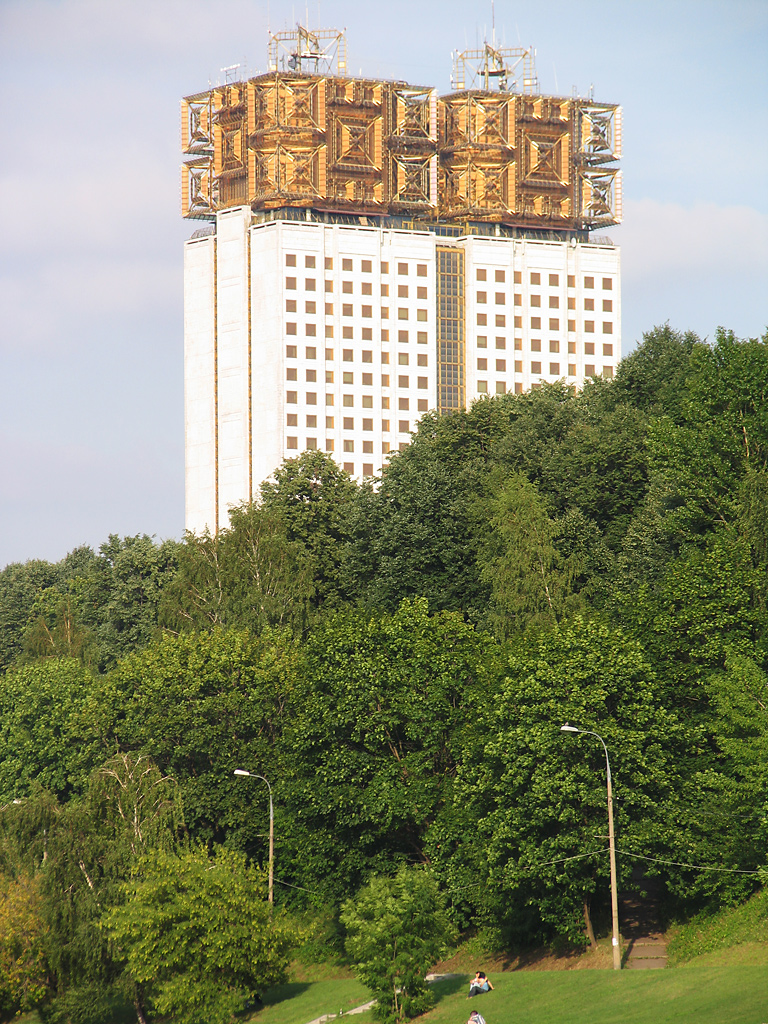
Здание Президиума РАН

## Формирование Президиума РАН

### Общие положения
Согласно ныне действующему Уставу РАН, Президиум РАН формируется в составе президента, вице-президентов, а также не более 80 членов Академии, избранных Общим собранием (ст. 71). Ранее (по Уставу до июня 2014 года) в Президиум автоматически включались академики-секретари отраслевых отделений, председатели региональных отделений и председатель Санкт-Петербургского научного центра.
Президент РАН избирается из числа действительных членов академии Общим собранием РАН (Устав, ст. 81).
В июле 2017 года Госдумой был принят закон, изменяющий некоторые правила выборов руководства РАН: согласно документу, для избрания главы академии и других членов Президиума требуется большинство (а не 2/3, как прежде) голосов, глава РАН утверждается президентом России, а кандидаты на этот пост (минимум два, ограничения сверху нет) должны быть предварительно согласованы с правительством РФ.
Вице-президенты РАН и главный учёный секретарь Президиума избираются из числа академиков по представлению президента Академии (Устав, ст. 64). Академики-секретари отделений РАН избираются из числа академиков по представлению общих собраний отделений; по действующему Уставу РАН, в отличие от старого порядка, они должны избираться в Президиум на общих основаниях.
Члены Президиума избираются из числа членов РАН по представлению общих собраний отделений Академии, общих собраний региональных отделений (по квотам, определяемым Президиумом), а также по представлению президента Академии (Устав, ст. 71).
Новые квоты по кандидатам в члены Президиума РАН от отделений были установлены в начале сентября 2017 года. Профильные отделения с числом членов менее 150 могут выдвинуть одного представителя, включающие более 150 человек — двух, а ОСХН и ОМедН как наиболее крупные отделения — трёх и четырёх представителей соответственно. ДВО и УрО вправе иметь по одному выдвиженцу каждое, а СО — двух.
Выборы членов Президиума Российской академии наук проводятся сроком на 5 лет.

### События 2017 года
На Общем собрании РАН в марте 2017 года должны были пройти очередные выборы Президиума, но в последний момент все кандидаты на пост главы Академии — В. Е. Фортов (тогда действующий президент), В. Я. Панченко и А. А. Макаров — сняли свои кандидатуры, акцентировав необходимость разработки нового регламента. Из-за этого выборы были перенесены на осень, а полномочия старого состава руководства, кроме В. Е. Фортова, продлены на переходный период. Исполняющим обязанности главы РАН стал В. В. Козлов.

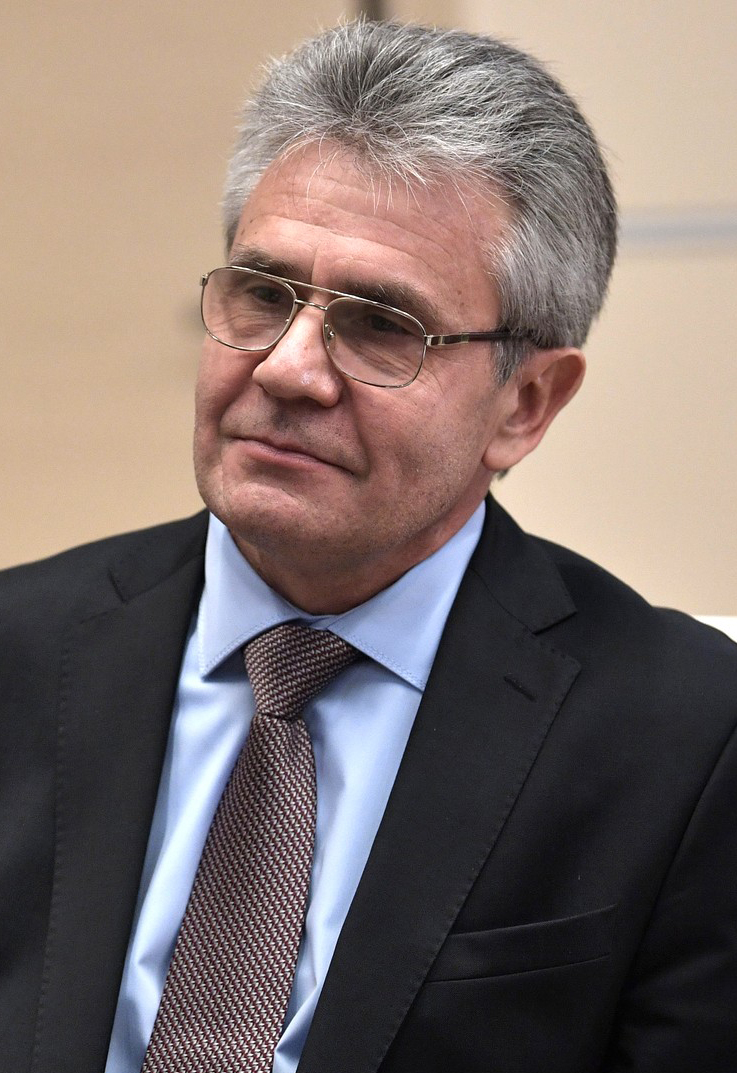
Академик, президент РАН (в 2017—2022 годах) А. М. Сергеев

В течение лета на законодательном уровне были внесены изменения в порядок избрания президента РАН, а также конкретизированы квоты на представительство Отделений РАН в Президиуме (см. предыдущий подраздел).
В итоге выборы руководства Академии прошли 25—28 сентября 2017 года. На должность президента претендовало семь учёных, но две кандидатуры — А. Р. Хохлов и В. А. Черешнев — не прошли согласование в правительстве. Относительно программ кандидатов аэромеханик В. Я. Нейланд в интервью «Коммерсанту» резюмировал: «…все говорили одно и то же: ФАНО — разогнать, финансирование — увеличить, да и вообще вернуть всё как было до перестройки». На выборах голоса распределились следующим образом: Е. Н. Каблов — 152, Г. Я. Красников — 269, Р. И. Нигматулин — 276, В. Я. Панченко — 204, А. М. Сергеев — 681, недействительных бюллетеней — 14. Поскольку никто не набрал «50% + 1 голос», назначили второй тур, в котором А. М. Сергеев подтвердил своё преимущество (1045 голосов — Сергеев, 412 — Нигматулин) и был избран главой РАН.

### Выборы 2022 года
Последние на данный момент выборы президента РАН прошли на общем собрании членов РАН (голосование — 20 сентября 2022 года). Изначально кандидатами на пост президента являлись академики Г. Я. Красников (участник выборов-2017), Д. М. Маркович, Р. И. Нигматулин (участник выборов-2017), А. М. Сергеев (действующий президент). Однако кандидатура Нигматулина не прошла согласование в Правительстве, а Сергеев 19 сентября решил сняться с выборов, то есть оставалось два претендента: Г. Я. Красников и Д. М. Маркович.
При голосовании с заметным отрывом победил Г. Я. Красников (итог: Красников — 871 голос, Маркович — 397 голосов).

## Персональный состав Президиума РАН

### Президент РАН

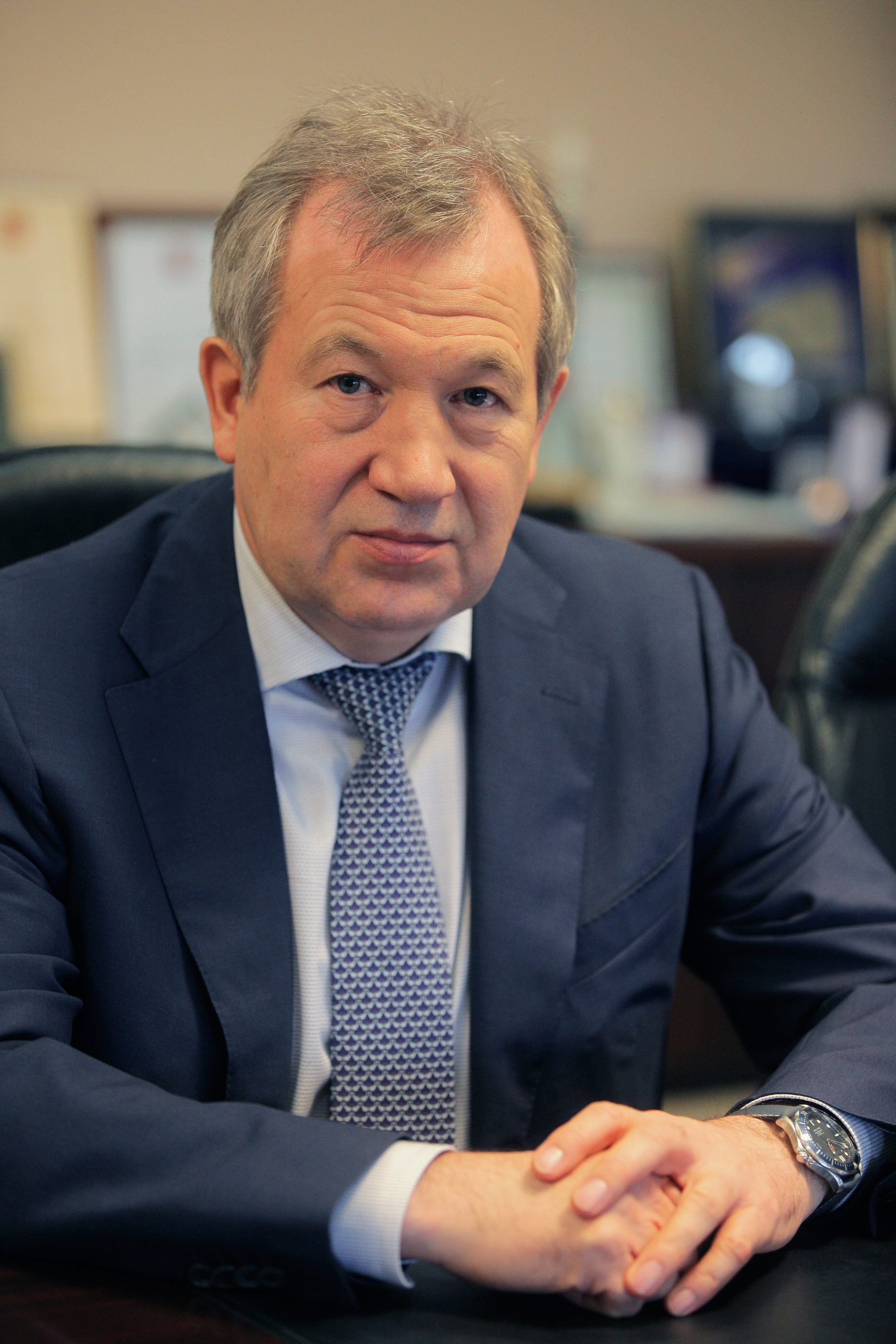
Академик, президент РАН (c 20.09.2022) Г. Я. Красников

- Красников, Геннадий Яковлевич

### Вице-президенты
- Алдошин, Сергей Михайлович
- Долгушкин, Николай Кузьмич
- Калмыков, Степан Николаевич
- Кульчин, Юрий Николаевич (председатель ДВО РАН)
- Макаров, Николай Андреевич
- Панченко, Владислав Яковлевич
- Пармон, Валентин Николаевич (председатель СО РАН)
- Пирадов, Михаил Александрович
- Руденко, Виктор Николаевич (председатель УрО РАН)
- Рудской, Андрей Иванович (председатель СПбО РАН)
- Чернышев, Сергей Леонидович

### Главный учёный секретарь Президиума
- Дубина, Михаил Владимирович

### Заместители президента
Кроме должности вице-президента РАН существует должность заместителя президента РАН. На 2024 год было 13 заместителей президента РАН. 

### Академики-секретари отраслевых отделений
- Отделение математических наук: Козлов, Валерий Васильевич
- Отделение физических наук: Кведер, Виталий Владимирович
- Отделение нанотехнологий и информационных технологий: Панченко, Владислав Яковлевич (также вице-президент)
- Отделение энергетики, машиностроения, механики и процессов управления: Хомич, Владислав Юрьевич
- Отделение химии и наук о материалах: Егоров, Михаил Петрович
- Отделение биологических наук: Кирпичников, Михаил Петрович
- Отделение физиологических наук: Ткачук, Всеволод Арсеньевич
- Отделение наук о Земле: Бортников, Николай Стефанович
- Отделение историко-филологических наук: Макаров, Николай Андреевич (также вице-президент)
- Отделение общественных наук: Хабриева, Талия Ярулловна
- Отделение глобальных проблем и международных отношений: Дынкин, Александр Александрович
- Отделение медицинских наук: Стародубов, Владимир Иванович
- Отделение сельскохозяйственных наук: Лобачевский, Яков Петрович

### Другие члены Президиума
- Абрамова, Ирина Олеговна
- Алешин, Борис Сергеевич
- Алиев, Мамед Багир Джавад оглы
- Бычков, Игорь Вячеславович
- Глико, Александр Олегович
- Голухова, Елена Зеликовна
- Горшков, Михаил Константинович
- Дгебуадзе, Юрий Юлианович
- Дедов, Иван Иванович
- Долгих, Григорий Иванович
- Донцова, Ольга Анатольевна
- Дубенок, Николай Николаевич
- Забережный, Алексей Дмитриевич
- Зелёный, Лев Матвеевич
- Иванов, Владимир Викторович
- Измайлов, Андрей Юрьевич
- Каблов, Евгений Николаевич
- Каприн, Андрей Дмитриевич
- Кокошин, Андрей Афанасьевич
- Колачевский, Николай Николаевич
- Лачуга, Юрий Федорович
- Лукоянов, Николай Юрьевич
- Макаров, Александр Александрович
- Максимов, Антон Львович
- Маркович, Дмитрий Маркович
- Матвеенко, Валерий Павлович
- Матишов, Геннадий Григорьевич
- Месяц, Геннадий Андреевич
- Михайлов, Юрий Михайлович
- Нигматулин, Роберт Искандрович
- Онищенко, Геннадий Григорьевич
- Орлов, Дмитрий Олегович
- Орлов, Олег Игоревич
- Пальцев, Михаил Александрович
- Решетов, Игорь Владимирович
- Румянцев, Александр Григорьевич
- Савенков, Александр Николаевич
- Садовничий, Виктор Антонович
- Сергеев, Александр Михайлович
- Сергиенко, Валентин Иванович
- Сергиенко, Валерий Иванович
- Соколов, Игорь Анатольевич
- Соломонов, Юрий Семенович
- Сухих, Геннадий Тихонович
- Тайманов, Искандер Асанович
- Тестоедов, Николай Алексеевич
- Тишков, Валерий Александрович
- Торкунов, Анатолий Васильевич
- Трубников, Григорий Владимирович
- Федонкин, Михаил Александрович
- Хлыстун, Виктор Николаевич
- Цивадзе, Аслан Юсупович
- Черешнев, Валерий Александрович
- Чернуха, Ирина Михайловна
- Четверушкин, Борис Николаевич
- Чехонин, Владимир Павлович
- Чойнзонов, Евгений Лхамацыренович
- Шарков, Борис Юрьевич
- Шляхто, Евгений Владимирович

## Руководство секций отделений
- Отделение математических наук РАН
  - Секция математики: Козлов, Валерий Васильевич
  - Секция прикладной математики и информатики: Четверушкин, Борис Николаевич
- Отделение физических наук РАН
  - Секция общей физики и астрономии: Зеленый, Лев Матвеевич
  - Секция ядерной физики: ??
- Отделение нанотехнологий и информационных технологий РАН
  - Секция вычислительных, локационных и телекоммуникационных систем и элементной базы: Чаплыгин, Юрий Александрович
  - Секция информационных технологий и автоматизации: Панченко, Владислав Яковлевич
  - Секция нанотехнологий: Сигов, Александр Сергеевич
- Отделение энергетики, машиностроения, механики и процессов управления РАН
  - Секция механики: Матвеенко, Валерий Павлович
  - Секция проблем машиностроения и процессов управления: Каляев, Игорь Анатольевич
  - Секция энергетики: Хомич, Владислав Юрьевич
- Отделение химии и наук о материалах РАН
  - Секция химических наук: Анаников, Валентин Павлович
  - Секция наук о материалах: Цивадзе, Аслан Юсупович
- Отделение биологических наук РАН
  - Секция общей биологии: Дгебуадзе, Юрий Юлианович
  - Секция физико-химической биологии: Донцова, Ольга Анатольевна
- Отделение физиологических наук РАН
  - Секция физиологии: Островский, Михаил Аркадьевич
  - Секция клинической физиологии: Алиев, Мамед Джавадович
- Отделение наук о Земле РАН
  - Секция геологии, геофизики, геохимии и горных наук: Федонкин, Михаил Александрович
  - Секция океанологии, физики атмосферы и географии: Матишов, Геннадий Григорьевич
- Отделение историко-филологических наук РАН
  - Секция истории: Пивовар, Ефим Иосифович
  - Секция языка и литературы: Молдован, Александр Михайлович
- Отделение общественных наук РАН
  - Секция философии, политологии, социологии, психологии и права: Смирнов, Андрей Вадимович
  - Секция экономики: Порфирьев, Борис Николаевич
- Отделение глобальных проблем и международных отношений РАН
  - Секция глобальных проблем: Энтов, Револьд Михайлович
  - Секция международных отношений: Торкунов, Анатолий Васильевич
- Отделение медицинских наук РАН
  - Секция клинической медицины: Решетов, Игорь Владимирович
  - Секция медико-биологических наук: Дыгай, Александр Михайлович
  - Секция профилактической медицины: Зверев, Виталий Васильевич
- Отделение сельскохозяйственных наук РАН
  - Секция земледелия, мелиорации, водного и лесного хозяйства: Завалин, Алексей Анатольевич
  - Секция зоотехнии и ветеринарии: Зиновьева, Наталия Анатольевна
  - Секция механизации, электрификации и автоматизации: Дорохов, Алексей Семенович
  - Секция растениеводства, защиты и биотехнологии растений: Косолапов, Владимир Михайлович
  - Секция хранения и переработки сельскохозяйственной продукции: Петров, Андрей Николаевич
  - Секция экономики, земельных отношений и социального развития села: Алтухов, Анатолий Иванович

Полный список институтов и научно-исследовательских центров РАН по тематическим и региональным отделениям — см. в статье Институты РАН.

## Попечительский совет
28 декабря 2024 года В. В. Путин подписал закон, согласно которому «в целях оказания содействия развитию Российской академии наук, решению перспективных и текущих задач» в РАН был создан попечительский совет. В него входят не более 20 членов, включая президента Академии. Президент России возглавляет попечительский совет, назначает и исключает членов совета с учетом предложений Президиума РАН. В функции попечительского совета РАН входит решение организационных вопросов, связанных с деятельностью академии (создание, реорганизация и ликвидация региональных отделений академии, определение предельного количества её членов), привлечение мер государственной поддержки, продвижение РАН в области исследований, развитие международного сотрудничества и взаимодействия с органами власти, государственными и общественными организациями, а также другие задачи.

## История
Здесь приведены алфавитные списки всех президентов и вице-президентов за всю историю существования Академии наук (под всеми названиями).

### Президенты РАН
- 28 мая 1917 года — первым выборным президентом РАН стал академик Александр Петрович Карпинский[19].

| - Александров Анатолий Петрович - Блудов Дмитрий Николаевич - Блюментрост Лаврентий Лаврентьевич - Бреверн Карл фон - Вавилов Сергей Иванович - Карпинский Александр Петрович - Кейзерлинг Герман Карл фон - Келдыш Мстислав Всеволодович | - Козлов Валерий Васильевич (и. о.) - Комаров Владимир Леонтьевич - Великий князь Константин Константинович - Корф Иоганн-Альбрехт фон - Красников Геннадий Яковлевич - Литке Фёдор Петрович - Марчук Гурий Иванович - Несмеянов Александр Николаевич | - Николаи Андрей Львович фон - Новосильцев Николай Николаевич - Осипов Юрий Сергеевич - Разумовский Кирилл Григорьевич - Сергеев, Александр Михайлович - Толстой Дмитрий Андреевич - Уваров Сергей Семёнович - Фортов Владимир Евгеньевич |

### Вице-президенты Академии
Источник
- Адрианов, Андрей Владимирович (2017—2022)
- Алдошин, Сергей Михайлович (2008—2017 и с 2022)
- Алфёров, Жорес Иванович (1990—2017)
- Андреев, Александр Фёдорович (1991—2013)
- Асеев, Александр Леонидович (2008—2017)
- Байков, Александр Александрович (1942—1945)
- Балега, Юрий Юрьевич (2017—2022)
- Бардин, Иван Павлович (1942—1960)
- Белозерский, Андрей Николаевич (1971—1972)
- Богомолец, Александр Александрович (1942—1945)
- Большаков, Владимир Николаевич (1998—1999)
- Бондур, Валерий Григорьевич (2017—2022)
- Бородин, Иван Парфеньевич (1917—1919)
- Брицке, Эргард Викторович (1936—1939)
- Буняковский, Виктор Яковлевич (1864—1889)
- Велихов, Евгений Павлович (1978—1996)
- Виноградов, Александр Павлович (1967—1975)
- Волгин, Вячеслав Петрович (1942—1953)
- Гончар, Андрей Александрович (1991—1998)
- Григорьев, Анатолий Иванович (2007—2017)
- Грот, Яков Карлович (1889—1893)
- Губкин, Иван Михайлович (1936—1939)
- Давыдов, Сергей Иванович (1852—1863)
- Дедов, Иван Иванович (2014—2017)
- Добрецов, Николай Леонтьевич (1997—2008)
- Дондуков-Корсаков, Михаил Александрович (1835—1852)
- Долгушкин, Николай Кузьмич (с 2022)
- Донник, Ирина Михайловна (2017—2022)
- Еляков, Георгий Борисович (1991—2005)
- Зелёный, Лев Матвеевич (2013—2017)
- Ильичёв, Виктор Иванович (1987—1990)
- Иоффе, Абрам Фёдорович (1942—1945)
- Калмыков, Степан Николаевич (с 2022)
- Карпинский, Александр Петрович (1916—1917)
- Келдыш, Мстислав Всеволодович (1960—1961)
- Кириллин, Владимир Алексеевич (1963—1965)
- Козлов, Валерий Васильевич (2001—2022)
- Комаров, Владимир Леонтьевич (1930—1936)
- Константинов, Борис Павлович (1966—1969)
- Коптюг, Валентин Афанасьевич (1980—1997)
- Костюк, Валерий Викторович (2013—2017)
- Котельников, Владимир Александрович (1970—1988)
- Кржижановский, Глеб Максимилианович (1929—1939)
- Кудрявцев, Владимир Николаевич (1988—2001)
- Кульчин, Юрий Николаевич (с 2022)
- Лавёров, Николай Павлович (1988—2013)
- Лаврентьев, Михаил Алексеевич (1957—1975)
- Логунов, Анатолий Алексеевич (1974—1991)
- Майков, Леонид Николаевич (1893—1900)
- Макаров, Николай Андреевич (с 2017)
- Марр, Николай Яковлевич (1930—1934)
- Марчук, Гурий Иванович (1975—1980)
- Месяц, Геннадий Андреевич (1987—2013)
- Миллионщиков, Михаил Дмитриевич (1962—1973)
- Михайлов, Юрий Михайлович (2014—2017)
- Некипелов, Александр Дмитриевич (2001—2013)
- Нефёдов, Олег Матвеевич (1991—2001)
- Никитин, Пётр Васильевич (1900—1916)
- Овчинников, Юрий Анатольевич (1974—1988)
- Орбели, Леон Абгарович (1942—1946)
- Осипьян, Юрий Андреевич (1988—1991)
- Островитянов, Константин Васильевич (1953—1962)
- Панченко, Владислав Яковлевич (с 2022)
- Пармон, Валентин Николаевич (с 2017)
- Петров, Борис Николаевич (1979—1980)
- Петров, Рэм Викторович (1988—2001)
- Пирадов, Михаил Александрович (с 2022)
- Платэ, Николай Альфредович (2001—2007)
- Пыпин, Александр Николаевич (1904)
- Розен, Виктор Романович (1900)
- Романенко, Геннадий Алексеевич (2014—2017)
- Руденко, Виктор Николаевич (с 2022)
- Румовский, Степан Яковлевич (1800—1803)
- Румянцев, Алексей Матвеевич (1967—1971)
- Садовничий, Виктор Антонович (2008—2013)
- Семёнов, Николай Николаевич (1963—1971)
- Сергиенко, Валентин Иванович (2013—2022)
- Сидоренко, Александр Васильевич (1975—1982)
- Стародубов, Владимир Иванович (2015—2017)
- Стеклов, Владимир Андреевич (1919—1926)
- Топчиев, Александр Васильевич (1958—1962)
- Федосеев, Пётр Николаевич (1962—1967, 1971—1988)
- Ферсман, Александр Евгеньевич (1926—1929)
- Фортов, Владимир Евгеньевич (1996—2001)
- Фролов, Константин Васильевич (1985—1996)
- Хабриева, Талия Ярулловна (2013—2017)
- Хохлов, Алексей Ремович (2017—2022)
- Чарушин, Валерий Николаевич (2013—2022)
- Черешнев, Валерий Александрович (1999—2001)
- Чернышев, Сергей Леонидович (с 2022)
- Чехонин, Владимир Павлович (2017—2022)
- Чудаков, Евгений Алексеевич (1939—1942)
- Шмидт, Отто Юльевич (1939—1942)
- Шторх, Андрей Карлович (1830—1835)
- Яншин, Александр Леонидович (1982—1988)